# Adams (Minnesota)
Adams – miasto w Stanach Zjednoczonych, w stanie Minnesota, w hrabstwie Mower.